# Paweł Dembowski
Paweł Dembowski, ps. „Ausir” (ur. 23 kwietnia 1983 w Głogowie) – polski tłumacz j. angielskiego, wydawca, nauczyciel akademicki, działacz fandomu i działacz polityczny nowej lewicy. Dwukrotny laureat Śląkfy.

## Życiorys

### Wykształcenie
Mieszka we Wrocławiu, jest absolwentem Instytutu Filologii Angielskiej oraz Instytutu Filologii Romańskiej na Wydziale Filologicznym Uniwersytetu Wrocławskiego. Jego prace dyplomowe dotyczyły angielskich tłumaczeń powieści Solaris Stanisława Lema oraz rewitalizacji języka judeohiszpańskiego (ladino) przy użyciu współczesnych mediów komunikacji. W roku akademickim 2022/2023 prowadził zajęcia z języka ladino w Katedrze Judaistyki Uniwersytetu Wrocławskiego.

### Działalność wydawnicza
Tłumaczył m.in. utwory Iana Watsona, Roberta Shearmana, Kena Liu, Evana Curriego, Naomi Novik, Ann Druyan, Samuela Delany’ego i Olafa Stapledona, a także gry komputerowe i filmy.
W fandomie oraz w Internecie używa pseudonimu Ausir. W 2005 założył The Vault – anglojęzyczny serwis o serii gier Fallout oparty na silniku MediaWiki. Za swoją działalność w fandomie został w 2010 uhonorowany przez Śląski Klub Fantastyki Śląkfą 2009 w kategorii Fan Roku.
Współtworzył serwis BookRage – wydawcy e-booków, który prowadził wraz z Michałem Michalskim i Tomaszem Stachewiczem. W 2014 roku Dembowski, Michalski i Stachewicz otrzymali za swoją działalność Śląkfę 2013 w kategorii Wydawca Roku.

### Działalność polityczna
Brał udział w organizacji wrocławskiej Manify i w działalności Inicjatywy Pracowniczej, do sierpnia 2018 był członkiem Partii Razem. W wyborach parlamentarnych w 2015 kandydował bez powodzenia do Sejmu RP w okręgu wrocławskim z dziewiątego miejsca na liście Partii Razem. Otrzymał 528 głosów. Od maja 2016 do czerwca 2017 zasiadał w krajowej komisji rewizyjnej. W czerwcu 2017 roku został członkiem Rady Krajowej Razem. W wyborach do rad osiedli we Wrocławiu w 2017 wybrany do rady osiedla Szczepin.